# سلطة سيزر

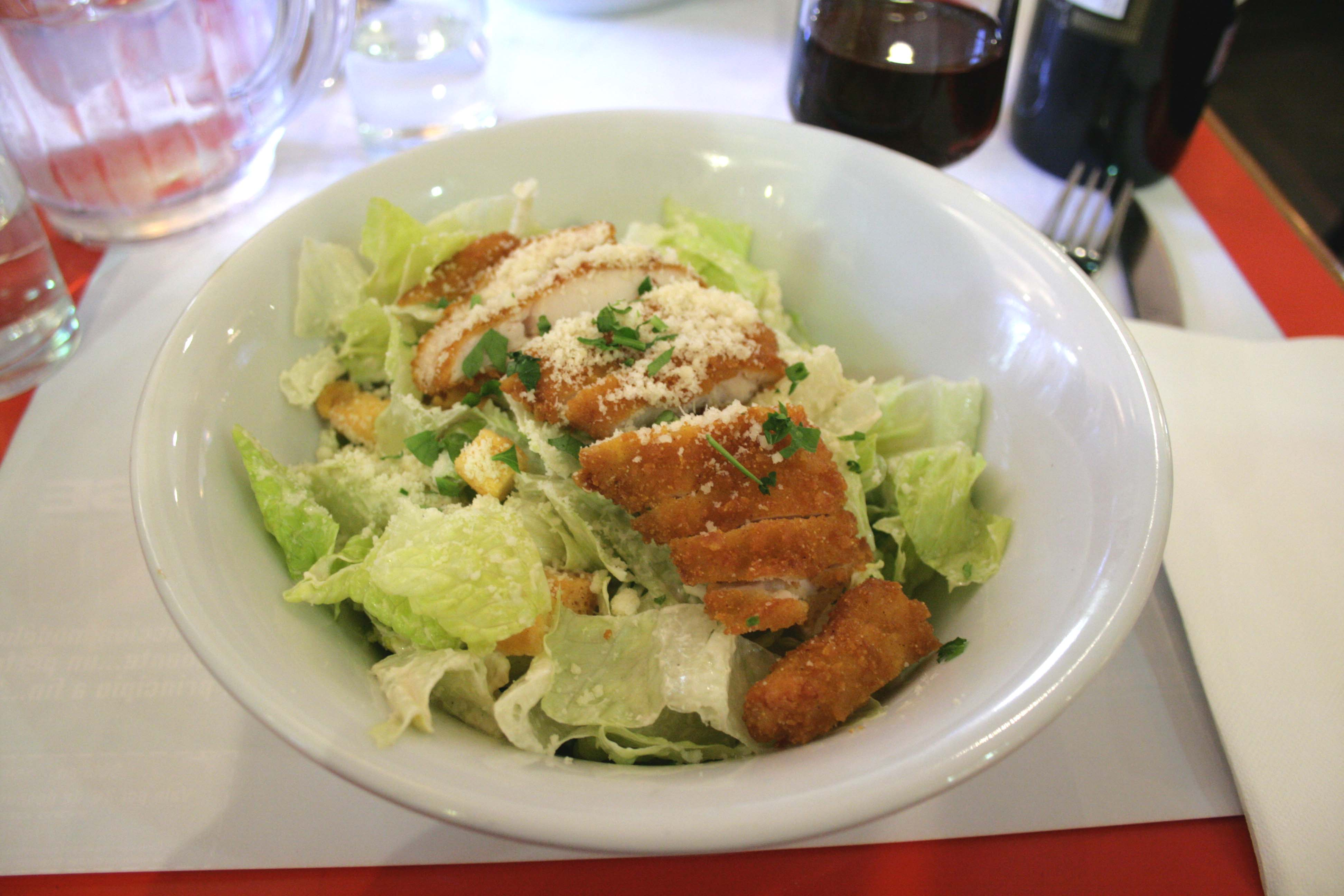
سلطة سيزر

سلطة سيزر أو سلطة قيصر سلطة شهيرة ابتكرها الطباخ الإيطالي المكسيكي المولد سيزر كارديني، اشتهرت هذه السلطة في الولايات المتحدة وفي العالم أجمع, وتميّزت بنكهة صلصتها، تحضّر هذه السلطة من الدجاج، الخس، قطع الخبز المحمّص أو الكروتون، الثوم، زيت الزيتون وجبنة البارمزان. أما الصلصة فغالباً ما تحضّر من الأنشوفي، عصير الليمون الحامض، جبن البارمزان، القشدة، الثوم، حبة الكيبر، البهار والملح.

## نبذة تاريخية
يشير مؤرخون إلى أنّ تاريخ اختراع هذا الطبق يعود إلى 4 من يوليو/ تموز 1924 عندما عبر عدد كبير من الأميركيين الحدود للاحتفال بيوم الاستقلال، وتناول الكحول، وهو مشروب من المستحيل العثور عليه شمال ريو غراندي في ظل الحظر المفروض منذ العام 1920.
وفي ظل عدد كبير من الزبائن ونقص في المكونات، وضع الطاهي الإيطالي كل ما تبقى من مكوّنات في متناول يديه داخل وعاء خشبي.

## المئوية
احتفلت مدينة تيخوانا الواقعة على الحدود المكسيكية الأميركية، بتاريخ 4 من يوليو/ تموز 2024 بذكرى مرور 100 عام على ابتكار الطبق المحلي. فقد ابتكرت هذه السلطة في أحد مطاعم المدينة المكسيكية بحسب معظم المؤرخين، من قبل الطاهي الذي سميت السلطة على اسمه.
كما كُشف النقاب عن منحوتة بارتفاع مترين تخلّد ذكرى سيزار كارديني عند مدخل فندق ومطعم "سيزرز" في المدينة.

## المحتوى الغذائي
تحتوي كل وجبة من سلطة السيزر (300غ تقريباً)، بحسب موقع شهية، على المعلومات الغذائية التالية:
- السعرات الحرارية: 281
- الدهون: 17
- الدهون المشبعة: 5
- الكوليسترول: 38
- الكاربوهيدرات: 19
- البروتينات: 15

## وصلات خارجية
وصفة سلطة سيزر مع معلوماتها الغذائية